# Damien Minassian
Pour les articles homonymes, voir Minassian.
Pas d'image ? Cliquez ici

a Compétitions nationales et continentales officielles uniquement.

b Matchs officiels uniquement.
Dernière mise à jour le 30 juin 2017.
Damien Minassian est un joueur de rugby à XV français, né le 14 juin 1979 à Grenoble, qui évoluait au poste de pilier.

## Carrière
- 1999-2002 : FC Grenoble
- 2002-2004 : Biarritz olympique
- 2004-2006 : CA Brive
- 2006-2007 : Racing Métro 92
- 2007-2011 : US Oyonnax

## Palmarès

### Avec le FC Grenoble
- Championnat de France de Pro D2 :
  - Vice-champion (1) : 2002

## Reconversion
Après la fin de sa carrière à Oyonnax en 2011, il a ouvert un restaurant près du stade Charles Mathon, La Réserve.